# آرش کریمی
آرش کریمی (متولد ۱۳۵۶) عکاس ایرانی است.

## فعالیت‌ها
کریمی فعالیت حرفه‌ای عکاسی را از سال ۱۳۷۴ آغاز کرده و چندین نمایشگاه را در شهرهای مختلف ایران برگزار کرده‌است.
او در مؤسسات مختلف به تدریس عکاسی می‌پردازد. کریمی در سال ۱۳۹۰ در یک مسابقه بین‌المللی عکاسی در بلگراد، برنده مدال طلای انجمن عکاسی آمریکا شد و در سال ۱۳۹۲، دیپلم افتخار جشنواره عکس ایرانشناسی را کسب کرد.